# Kaetlyn Osmond
Kaetlyn Osmond  (født 5. december 1995) er en canadisk kunstskøjteløber. 
Hun repræsentererede Canada under vinter-OL 2014 i Sotsji, hvor hun blev nummer 13 i den individuelle konkurrence, og var med på holdet, som vandt sølv i holdkonkurrencen.
Hun var med på Canadas hold, som vand guld i holdkonkurrencen og hun vandt bronze i single under vinter-OL 2018 i Pyeongchang.